# مؤسسة الأبحاث الدولية بشأن الأطفال العاملين
مؤسسة الأبحاث الدولية بشأن الأطفال العاملين (بالإنجليزية: International Research on Working Children)‏ (يرمز لها اختصاراً IREWOC)، يقع مقرها في أمستردام وتأسيست عام 1992 من أجل إجراء المزيد من الأبحاث حول عمالة الأطفال. وقد تطورت لتصبح منظمة احترافية تتواصل عن كثب مع العالم الأكاديمي ومع العاملين في مجال التنمية. وتنظر مؤسسة الأبحاث الدولية بشأن الأطفال العاملين في مشكلة عمالة الأطفال من منظور حقوق الطفل مع التركيز على البيئة الثقافية الاجتماعية والاقتصادية.
وهي تهدف إلى إدراك ماهية الأسباب، اعتمادًا على الضرورة الاقتصادية، التي تؤدي إلى عمل الكثير من الأطفال، وتأخذ موقفًا قويًا مؤيدًا لإبطال هذا الأمر، مع خلق تمييز بين (الأشكال الخفيفة) لعمل الأطفال وعمالة الأطفال.
وقد قام فريق الأبحاث في مؤسسة الأبحاث الدولية بشأن الأطفال العاملين بعمل بحث عالمي في مجال الأنثروبولوجي حول الأوجه المتنوعة المتعلقة بعمالة الأطفال. ومن بين المشروعات الضخمة التي تم تنفيذها الأطفال العاملون والوكالات، واتحادات عمالة الأطفال، وهجرة الأطفال العاملين، والأطفال المحرومون والتعليم. والتركيز حاليًا على أسوأ أشكال عمالة الأطفال. ويجري إجراء أبحاث مكثفة في اثنتي عشرة دولة في مختلف أرجاء الدول النامية.
ومدير مؤسسة الأبحاث الدولية بشأن الأطفال العاملين هو د. جي كيه لايتن، وهو أستاذ دراسات عمالة الأطفال في جامعة أمستردام وفي المعهد الدولي للتاريخ الاجتماعي.

## وصلات خارجية
- الموقع الرسمي لمؤسسة الأبحاث الدولية بشأن الأطفال العاملين